# Averrhoa
Averrhoa är ett växtsläkte tillhörande familjen harsyreväxter.
Det omfattar träd med 30–40 centimeter långa, parbladiga ständigt gröna blad, vars småblad vid retning slår sig tillsammans. Frukten är ett bär. Tre arter förekommer i Ostindien. Averrhoa bilimbi och Averrhoa caramboa odlas mycket i tropikerna för sina frukters skull. 